# Jack Weston
Jack Weston (21 de agosto de 1924 — 3 de maio de 1996) foi um ator de teatro, cinema e televisão norte-americano. Weston nasceu em Cleveland e faleceu em Nova Iorque.

## Filmografia selecionada
- Stage Struck (1958) como Frank
- Peter Gunn (1958), "The Kill" (S1E01) como Dave Green
- I Want to Live! (1958) como NCO
- Imitation of Life (1959) como Tom
- Please Don't Eat the Daisies (1960) como Joe Positano
- All in a Night's Work (1961) como Lasker
- The Honeymoon Machine (1961) como Signalman Burford Taylor
- It's Only Money (1962) como Leopold
- Palm Springs Weekend (1963) como Fred Campbell
- The Incredible Mr. Limpet (1964) como George Stickle
- The Cincinnati Kid (1965) como Pig
- Mirage (1965) como Lester
- Wait Until Dark (1967) como Carlino
- The Thomas Crown Affair (1968) como Erwin Weaver
- The April Fools (1969) como Potter Shrader
- Cactus Flower (1969) como Harvey Greenfield
- A New Leaf (1971) como Andy McPherson
- Fuzz (1972) como Det. Meyer Meyer
- Marco (1973) como Maffio Polo
- The Ritz (1976) como Gaetano Proclo
- Gator (1976) como Irving Greenfield
- Cuba (1979) como Larry Gutman
- Can't Stop the Music (1980) como Benny Murray
- The Four Seasons (1981) como Danny Zimmer
- High Road to China (1983) como Struts
- The Longshot (1986) como Elton
- Rad (1986) como Duke Best
- Dirty Dancing (1987) como Max Kellerman
- Ishtar (1987) como Marty Freed
- Short Circuit 2 (1988) como Oscar Baldwin